# Tablice rejestracyjne w Watykanie

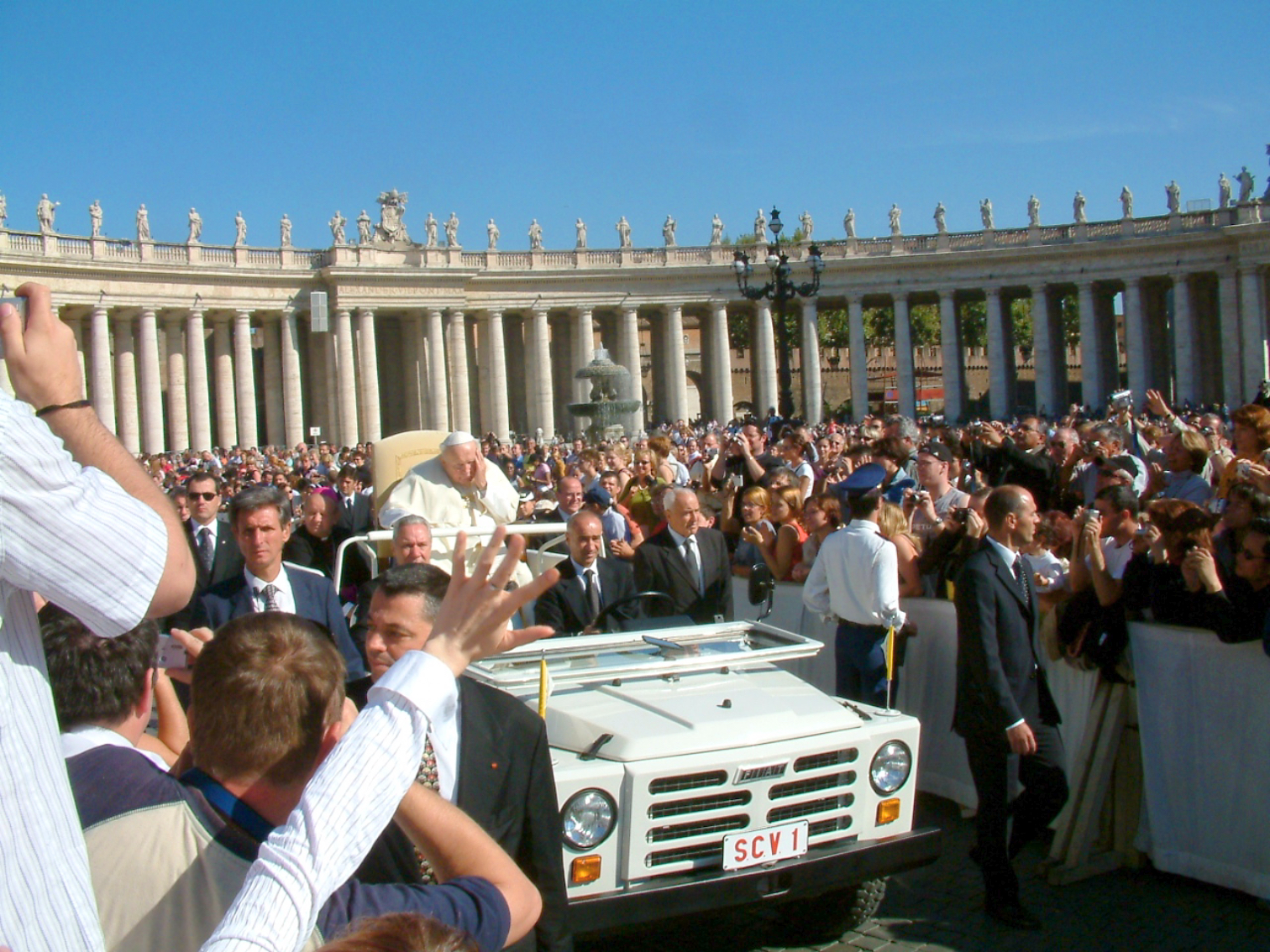
Papież Jan Paweł II w papamobile z rejestracją SCV1

Tablice rejestracyjne w Watykanie – są to zarejestrowane tablice na terenie państwa Watykan. Są dwa typy: CV nadawany prywatnym samochodom, SCV pojazdom rządowym i oficjalnym delegacjom. Samochód, którym porusza się papież ma rejestrację SCV 1. Czcionka jest czerwona, natomiast standardowa czarna.